# Cañada del Gamo
Cañada del Gamo es una localidad española del municipio de Fuente Obejuna, perteneciente a la provincia de Córdoba, en la comunidad autónoma de Andalucía.

## Geografía
Está situada a 6,7 km de la capital municipal. Está situada en el norte de la provincia. Se encuentra aproximadamente a 100 km de la ciudad de Córdoba.
El gentilicio es cañamino/a. Existe un alcalde pedáneo designado por el Ayuntamiento de Fuente Obejuna. El código postal es 14299. La vía de acceso a la localidad es la carretera A-3151, que comunica Cañada del Gamo con Fuente Obejuna y el resto de las aldeas del municipio.

## Historia
Es una de las aldeas más antiguas de Fuente Obejuna. En torno al año 1500 aparecen los primeros núcleos de población, las cortijadas, que más tarde pasarían a ser las actuales aldeas.  Se erigió una iglesia, la iglesia de San José de la Nava, pasando a ser una de las capellanías de la zona y de la cual dependía la cercana aldea de Ojuelos Bajos. Los habitantes de Ojuelos Bajos han tenido un cariño especial a la "La Cañá" (tal y como la conocen los lugareños), puesto que en su iglesia era donde iban a casarse y a enterrarse, hasta que tiempo después se erigiera otra iglesia en Ojuelos Bajos.
A mediados del siglo XIX, la aldea tenía contabilizadas 34 casas. Aparece descrita en el quinto volumen del Diccionario geográfico-estadístico-histórico de España y sus posesiones de Ultramar de Pascual Madoz de la siguiente manera:

CAÑADA DEL GAMO: ald. en la prov. y dióc. de Córdoba (14 leg.), aud. terr. y c. g. de Sevilla (21), part. jud. y ayunt. de Fuente-obejuna (1/2): sit. en sitio alegre y pintoresco, combatida por los vientos del S. y 0., y con clima muy benigno. siendo las enfermedades mas comunes las gástricas é intermitentes. Tiene 34 casas, una igl. parr. dedicada á San José, con un anejo en la ald. de Ojuelos-bajos; una fuente de buenas aguas, y un cementerio al N. de la pobl. El terreno es quebrado y de inferior calidad: comprende dos deh.; la que da nombre á la ald. de encinas y pastos, con la cabida de 1000 fan. de tierra, y la del Pozo de 250 de encinas y monte bajo. prod. bellotas y algo de cereales, ganado de cerda y caza de conejos y perdices. pobl. 32 vec., 16 alm.: contr. con el ayunt.
(Madoz, 1846, p. 481)

La electricidad llegó a Cañada del Gamo en la década de 1960. Se trataba de un par de enchufes y de varios puntos de luz, una luz que venía a sustituir la luz de los candiles y de los carburos. Algunas de las casas conservan la instalación de aquellos años que era además de 125 V. 
Llegada de la Televisión: En el Tele Club los cañaminos veían asombrados noticias del exterior en una pantalla, aunque mucho antes había llegado el transistor. 
La emigración: Muchos fueron los habitantes que abandonaron su pueblo para conseguir un futuro mejor en las grandes ciudades y en otros países. Algunos nunca regresarían, otros regresaron años más tarde, viendo que su pueblo se transformaba lentamente. El casco viejo del pueblo fue quedando en ruinas mientras la Calle Nueva se mantenía a duras penas. 
La democracia comienza con el suministro de agua potable a las casas, agua que hasta entonces se recogía de "La Fuente" y de los distintos pozos, así como los desagües. Se inician los trabajos de encementado de las calles. Algunos emigrantes regresan a sus casas, algunas de las cuales se han derruido. 
Muchas son las personas que emigraron a Córdoba capital, Madrid, Cataluña, País Vasco, Francia, Suiza y otros lugares, pero también son muchas las que vuelven durante las vacaciones y fiestas a su pueblo. En esos momentos puede contar hasta con una centena de habitantes, "turistas" como popularmente se les llama. Actualmente Cañada del Gamo es una aldea que se dirige poco a poco al turismo rural.

## Gastronomía
Gachas dulces, torrijas, roscos, flores dulces, prestiños... son algunos de los dulces típicos de este pueblo y de la comarca.

## Patrimonio
- Iglesia de San José de la Nava
- Sepulcros megalíticos en el paraje denominado "Las piedras huecas".

## Fiestas locales
- Semana Santa
- Romería de San José
- El Día del emigrante, San José vuelve a procesionar por las calles del pueblo. Se celebra el 15 de agosto puesto que gran parte de los cañaminos residen fuera de Cañada del Gamo y no pueden asistir el 19 de marzo a las fiestas de su pueblo.